# Arcibiskupský palác v Praze
Arcibiskupský palác v Praze je současné sídlo pražských arcibiskupů. Barokní budova stojí na Hradčanském náměstí v blízkém sousedství hlavní brány Pražského hradu. Ze severní strany paláce se svažuje Jelení příkop a na západní straně vede průchod do Šternberského paláce. Arcibiskupský palác byl vystavěn v 17. století v barokním slohu, ovšem do dnešních dní byl mnohokrát přestavován. Je v pořadí již třetím sídlem pražských biskupů a arcibiskupů.

## Historie zrušených paláců
První rezidencí pražských biskupů byl dům na Hradě vedle chrámu sv. Víta, dnešní staré proboštství, který je z větší části zachován v původním stavu.
Druhé sídlo biskupů a arcibiskupů byl tzv. Biskupský dvůr na Malé straně v místech nynějšího ministerstva financí. Tuto rozsáhlou budovu, sahající až do Mostecké ulice, nechal postavit ve 13. století v pozdně románském slohu biskup Ondřej (1214–1224). Ve 14. století ji přestavěl ve slohu gotickém biskup Jan IV. z Dražic (1301–1343). Toto sídlo bylo tak přepychově zařízeno, že jeho nádheru arcibiskupovi záviděl samotný král Václav. Za husitských válek byl dvůr spálen a zničen, arcibiskup Konrád z Vechty (1413–1421) se přidal na stranu husitů, arcibiskupský stolec tak od roku 1421 zůstal neobsazený.
Další pražský arcibiskup byl zvolen teprve o 140 let později. Stal se jím Antonín Brus z Mohelnice (1561–1580), který byl zároveň velmistrem řádu křižovníků s červenou hvězdou.

## Historie současného paláce

### Architektura

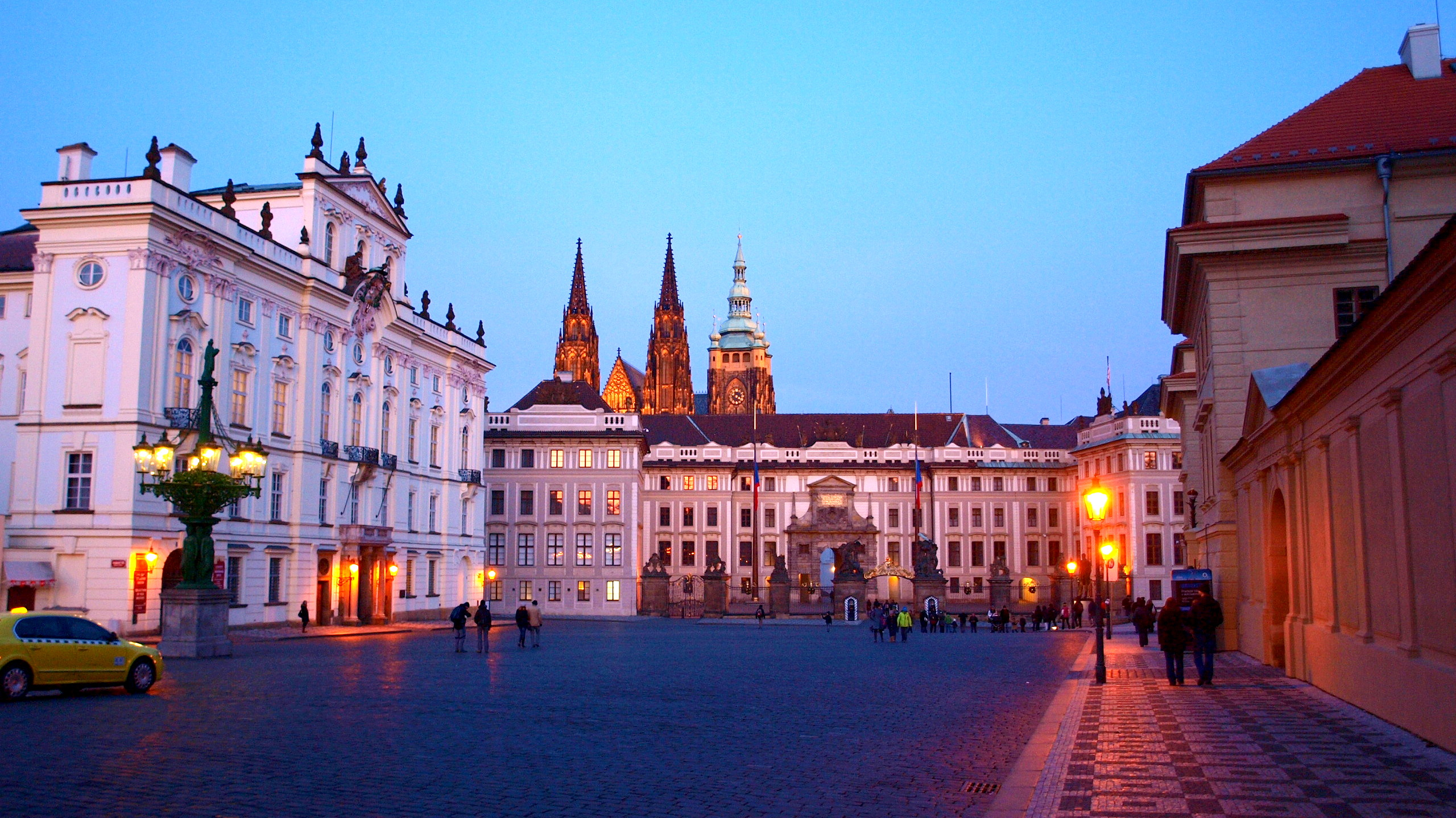
Arcibiskupský palác a Hradčanské náměstí

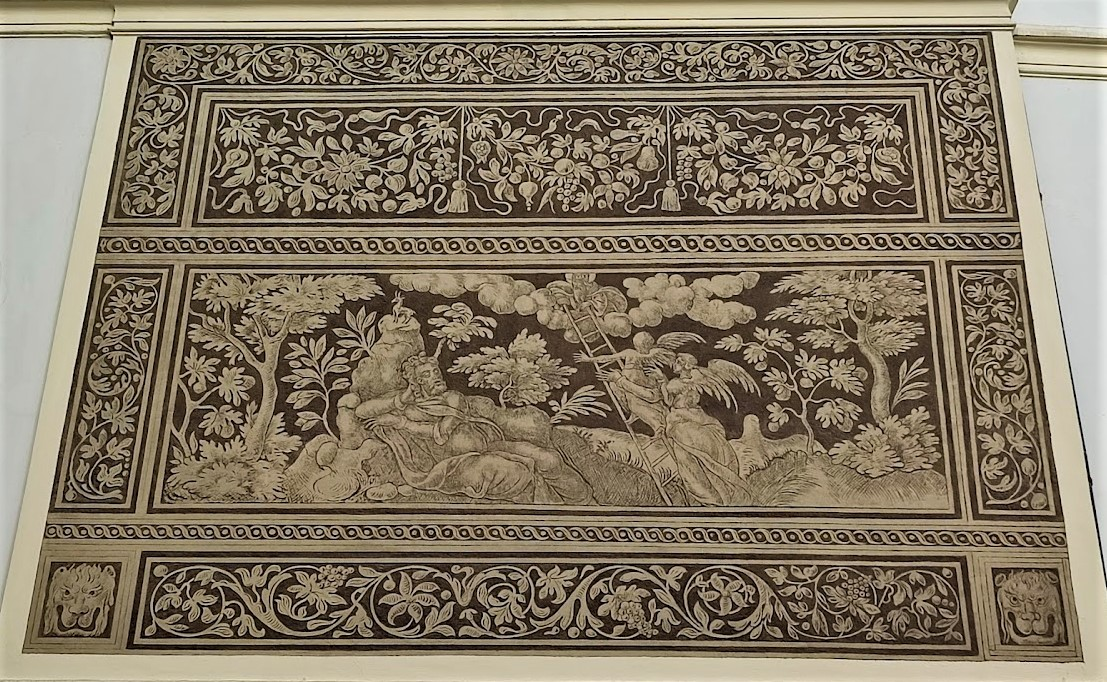
Renesanční sgraffito Jákobův sen, fasáda dvorní stavby

Věnovací listinou ze dne 5. října 1561 daroval císař Ferdinand I. dům, stojící poblíž Pražského hradu a náležející kdysi Floriánu Gryspekovi z Griespachu, za obydlí výše jmenovanému arcibiskupu a jeho nástupcům jako arcibiskupskou rezidenci. Tato první etapa budování pražského arcibiskupství, plánově nedoložená, zahrnula zřejmě půdorys v rozsahu dnešního prvního nádvoří a východní strany nádvoří druhého. Z korespondence arcibiskupa Bruse vyplývá, že byl původně gotický dům přestavěn, do rezidence zahrnut, rozšířen a zvýšen. Tento dům a i další objekty, které byly do budované rezidence zahrnuty, vznikaly přizpůsobením dřívějších stavebních celků. Proto jsou v paláci dodnes zachovány středověké zdi a dokonce i celé prostory.
Vnější vzhled rezidence odpovídal renesančnímu slohu té doby. Fasáda byla pokryta sgrafitem, převážně psaníčkovým, doplněným rostlinným  a figurálním dekorem, jak biblickými motivy, tak zvířecími. Na východní fasádě západního křídla na prvním nádvoří se dochovaly dva symbolické výjevy. Jsou to „Jákobův sen“ a „Medvědice požírající krysu“ (snad alegorie církve potírající kacíře). Dále se zachovaly plochy psaníčkových sgrafit na stěnách v interiéru, které původně tvořily venkovní fasádu.
Arcibiskup Zbyněk Berka z Dubé (1592–1606) přestavěl celý palác v renesančním slohu. Z této doby pochází kaple v jihovýchodním křídle paláce, vysvěcená 29. srpna 1599 a zasvěcená „sv. Janu Křtiteli, sv. Oldřichovi, Všem Svatým ke cti Všemohoucího a blahoslavené Panny Marie“. V roce 1888 kapli zasvětil arcibiskup František z Pauly Schönborn ještě sv. Janu Nepomuckému. Malířská výzdoba kaple ilustruje události ze života svatého Jana Křtitele, střední obraz pak legendu rodu Berků z Dubé o záchraně knížete Jaromíra sv. Janem Křtitelem z rukou Vršovců. Na malbě v presbytáři je na stropě vyobrazena Nejsvětější Trojice. Malby jsou autorizovaným dílem Daniela Alexia z Květné. Vstupní portál do kaple je ze sliveneckého mramoru a je ozdoben znakem arcibiskupa Zbyňka Berky z Dubé a Lipé, který byl zároveň velmistrem řádu křižovníků s červenou hvězdou.
Některé menší přestavby vznikly za arcibiskupa Matouše Ferdinanda Sobka z Bilenberku v v letech 1669–1675.

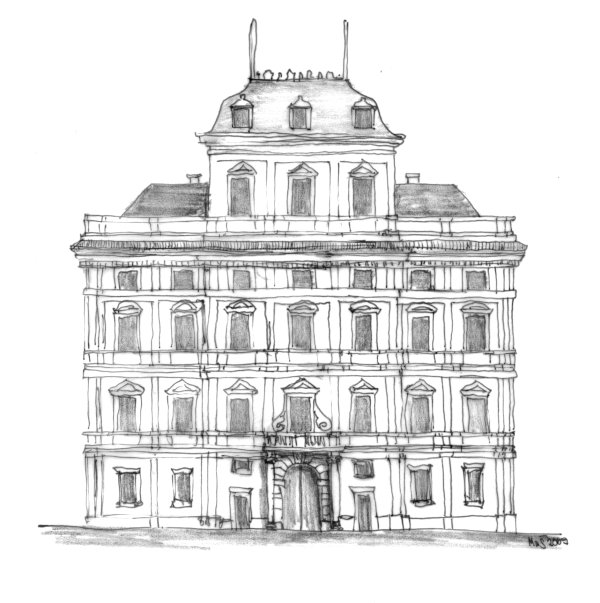
Náčrtek J. B. Matheye.

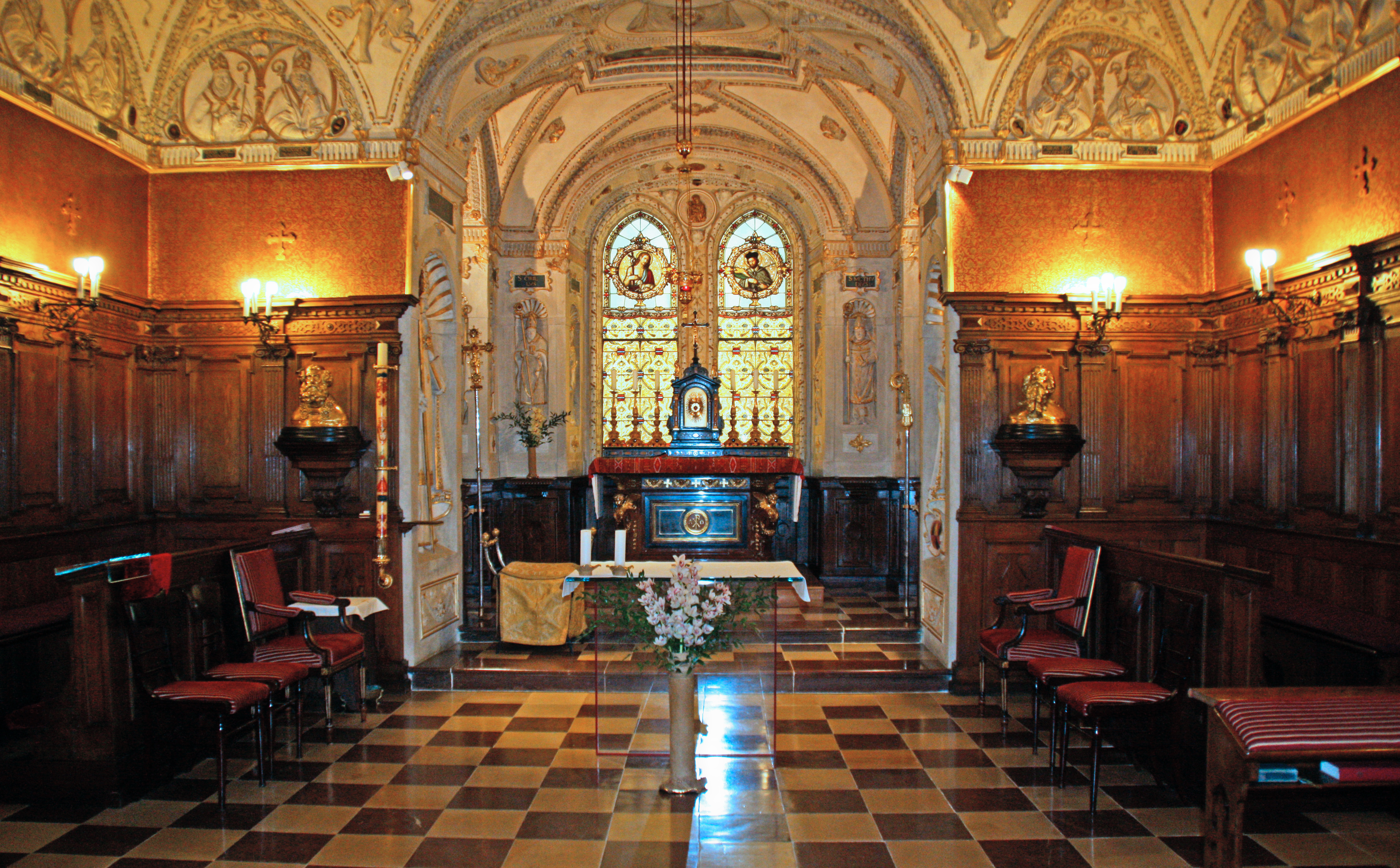
Arcibiskupská kaple

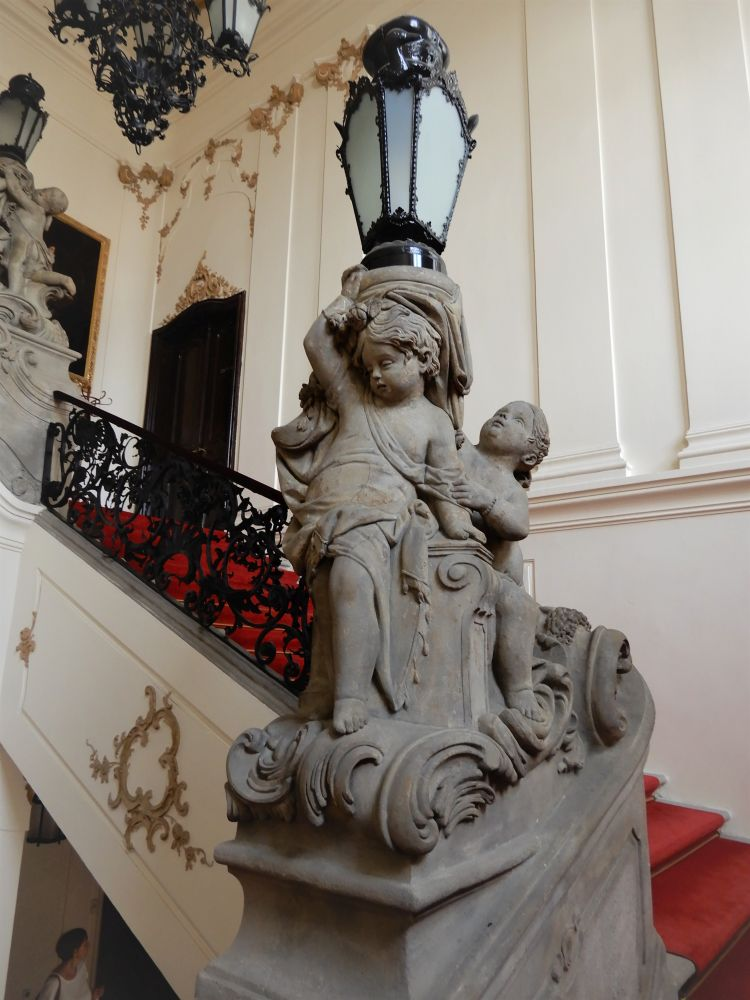
Schodiště do 2. patra, Platzerovy sochy světlonošů

Nová velká přestavba paláce byla provedena v letech 1676–1694 za arcibiskupa Jana Bedřicha, hraběte z Valdštejna, který povolal z Říma architekta Jana Baptistu Matheye, stavitele, který zaujímá přední místo v historii českého předdientzenhoferovského baroka. Matheyova přestavba arcibiskupského sídla je základem dnešního dochovaného vzhledu paláce včetně v té době přistavěného balkónu ze sliveneckého mramoru uprostřed hlavního průčelí s nápisem Johannes Fridericus archiepiscopus Pragensis.
Velkou přestavbu paláce ve slohu rokokovém dal provést arcibiskup Antonín Petr, hrabě z Příchovic (1764–1793). Stavbu provedl architekt Jan Josef Wirch. Změnil výškové i šířkové poměry stavby tím, že přidal boční rizality o jedné okenní stěně po každé straně, čímž zároveň překlenul uličku do Šternberského paláce (pozdější Ernestinum, nyní Národní galerie). Provedl zároveň změny v interiéru, kde vyzdobil reprezentační místnosti v rokokovém stylu. Na průčelí druhého patra dal vložit svůj plastický erb pod římsou, kterou zdobí dvě alegorické sochy Síly a Víry od Tomáše Seidana, které vystřídaly v 19. století poškozené originály Ignáce Františka Platzera. Ve výklenku vstupního průjezdu je vsazena barokní socha sv. Jana Nepomuckého.

### Interiéry
Prostory byly rozděleny podle účelu na podélné přijímací sály, oválné salónky a na úřední místnosti arcibiskupa, pracovny biskupů, kapli, knihovnu, archiv, správu. Z tohoto členění jsou nejhonosnější přijímací sály, salónky a kaple ve 2. patře jižního (vstupního) traktu budovy. Interiéry s rokokovými zlacenými štukaturami, tapetami a figurálně zdobenými kachlovými kamny pocházejí z přestavby arcibiskupa Petra Příchovského.
Významná výtvarná díla
- Jídelna: na stěnách portréty dvanácti pražských arcibiskupů od Antonína Brusa po Miloslava Vlka (mj. arcibiskup Khuenburg of Petra Brandla, arcibiskup Kolowrat od Antonína Machka)
- Dva přijímací sály (s okny v rizalitu) na stěnách zdobené gobelíny: série osmi gobelínů zvaná Noví Indové (Les nouvelles Indes) zobrazuje Indiány a Afroameričany na lovu v džungli, v dramatických scénách mezi exotickými zvířaty a boj mezi zvířaty. Byly utkány v manufaktuře gobelínů v Paříži v letech 1752–1758 podle malovaných předloh Alexandra Desportesa (1661–1743), tkalcovské práce vedl ředitel manufaktury Jacques Neilson († 1788), v rozích mají vytkané signatury obou mistrů a letopočet. Následně byla tato série vystavena v Paříži, kde ji patrně Příchovský nebo jeho agenti objevili
- Předsálí: renesanční gobelín se scénou Korunovace krále Davida, vlámská práce ze 2. poloviny 16. století
- Dva rokokové salónky na oválném půdorysu: východní hudební salónek se starým spinetem má pestrobarevné hedvábné tapety s květinovými motivy a ptáky na bílém podkladě; v západním salónku jsou tapety sametové s motivy kytic růží, obojí byly nedávno restaurované.
- Čtyři obrazy církevních otců Západu: sv. Augustin, sv. Řehoř, sv. Albert Veliký a sv. Jeroným, olejomalby Petra Brandla
- Kaple má renesanční stlačené valené klenby se štukaturami a malbami Daniela Alexia z Květné (1599), dva oltáře sv. Jana Křtitele a sv. Jana Evangelisty, dvě gotické busty sv. Petra a Pavla ze zlacené mědi mají na soklu rytý erb a jméno arcibiskupa Albíka z Uničova; ostatní vybavení pořídil kardinál Schönborn kolem roku 1898
- Na schodišti z 1. do 2. patra na zábradlí pískovcové sochy puttů – světlonošů od Ignáce Františka Platzera
- Mramorové poprsí kardinála Berana na podestě schodiště